# Promiennik podczerwieni
Promiennik podczerwieni – urządzenie emitujące promieniowanie podczerwone. W zależności od źródła zasilania, wyróżnia się: promienniki gazowe (zasilane gazem), promienniki elektryczne (zasilane energią elektryczną), promienniki wodne (ogrzewane ciepłą wodą). Naturalnym źródłem promieniowania podczerwonego jest np. słońce, ogień, jednakże najczęściej w praktycznych zastosowaniach wykorzystywane są źródła promieniowania podczerwonego, w których promieniowanie to jest wytwarzane przy pomocy instrumentów technicznych. Techniczne źródła promieniowania podczerwonego, wykorzystuje się np. jako nadajniki podczerwieni, czy też astronomiczne lub wojskowe systemy lokacyjne.

## Promiennik elektryczny
Elektryczny promiennik podczerwieni jest rodzajem grzałki elektrycznej, której powierzchnia robocza rozgrzewa się do temperatury kilkuset stopni Celsjusza w wyniku czego emituje promieniowanie podczerwone. Promienniki są wykonywane w formie żarówek, elementów ceramicznych lub metalowych.  Jest to lampa z umieszczonym wewnątrz żarnikiem, który podobnie jak w żarówce, rozgrzewa się do wysokiej temperatury. Żarnik takiego promiennika ma jednak tak dobrany stosunek oporu elektrycznego do grubości, że przy napięciu roboczym nagrzewa się do temperatury około 500 °C, więc maksimum widmowe emitowanego przez niego promieniowania elektromagnetycznego znajduje się w zakresie podczerwieni. Promieniowanie podczerwone nie jest widzialne dla ludzkiego oka - ale jest odczuwalne w postaci ciepła. 

## Promiennik podczerwieni jako element grzejny
Promienniki podczerwieni to komponenty lub urządzenia techniczne, które ze względu na swą konstrukcję przeznaczone są do przetwarzania możliwie dużej ilości dostarczonej do nich energii (prąd elektryczny, gaz) w ciepło, które jest z kolei oddawane poprzez powierzchnię promieniowania.
Niezależnie od konstrukcji promiennika podczerwieni dąży się zawsze do tego, aby z jak najmniejszymi stratami doprowadzić do elementu ogrzewanego emitowane z promiennika podczerwieni promieniowanie cieplne, które rozchodzi się falowo niezależnie od innego medium transportowego.
Promiennik podczerwieni w zależności od wyposażenia technicznego emituje promieniowanie podczerwone w określonym zakresie długości fali (zakres spektralny). Jest to na przykład zakres fal o długości 2 – 10 μm; jest to maksymalna moc promieniowania. Oznacza to, iż każdy promiennik podczerwieni emituje także fale z takich zakresów długości, które są poza zakresem jego maksymalnej mocy promieniowania.

## Oddziaływanie na element poddawany promieniowaniu
Ze względu na różnorodną budowę atomową ogrzewanych elementów różnią się one od siebie zakresami spektralnymi, w których najlepiej absorbują emitowane promieniowanie. Część promieniowania, która ze względu na właściwości materiału nie może być wchłonięta, jest przewodzona przez materiał lub odbijana od niego.
Wchłanianie promieniowania podczerwonego przez ogrzewany element jest określane mianem absorpcji. Proces absorpcji dotyczący ogrzewanego elementu jest w związku z tym zawsze także (częściowo) procesem, któremu towarzyszy odbicie i przepuszczanie promieniowania podczerwonego. Technicznie nie jest możliwa 100-procentowa absorpcja. Pełna absorpcja możliwa jest tylko w przypadku teoretycznego modelu ciała doskonale czarnego.

## Ceramiczny promiennik podczerwieni
Ceramiczny promiennik podczerwieni składa się z elektrycznego oporowego przewodu grzejnego, który jest całkowicie zalany odpowiednim materiałem ceramicznym. Energia wytwarzana przez przewód grzejny jest, dzięki pełnemu zalaniu, przenoszona na otaczający go materiał. Chroni to przewód grzejny przed przegrzaniem i umożliwia wydłużenie jego żywotności. Materiał wykorzystywany do zalania przewodu grzejnego nie przewodzi prądu elektrycznego i powinien wykazywać dobre właściwości absorpcji, wzgl. emisji w wymaganym zakresie długości fal. Przy uwzględnieniu tych kryteriów można produkować ceramiczne promienniki podczerwieni o różnych kształtach.
Ceramiczne promienniki podczerwieni składają się z korpusów ceramicznych, w których część powierzchni jest wykorzystywana jako powierzchnia promieniowania z wbudowaną skrętką grzejną. W przypadku ceramicznych promienników podczerwieni możliwe jest umieszczenie na stałe termoogniwa w bezpośrednim sąsiedztwie przewodu grzejnego.
Wynalazcą ceramicznego promiennika podczerwieni jest firma Elstein-Werk. 24 marca 1949 roku przyznano jej patent dla modelu podstawowego ceramicznego promiennika wkręcanego. Równocześnie pracowano nad rozwojem powierzchniowych ceramicznych promienników podczerwieni, dzięki którym możliwa stała się budowa dużych powierzchni grzejnych wykorzystujących promieniowanie podczerwone.  8 marca 1950 roku przyznano firmie Elstein-Werk patent na powierzchniowe ceramiczne promienniki podczerwieni. Ze względu na powszechne stosowanie określenia „promienniki Elstein“, nazwa ta stanowi obecnie określenie alternatywne dla ceramicznych promienników podczerwieni.

## Zastosowanie
Zastosowanie promienników podczerwieni jest bardzo szerokie, począwszy od przemysłu spożywczego (obróbka termiczna żywności), poprzez przemysł papierniczy (dosuszanie papieru), po ogrzewanie. W zakresie ogrzewania, promienniki podczerwieni stosowane są bądź do dogrzewania stanowiskowego (promienniki łazienkowe, promienniki w ogródkach restauracyjnych), bądź jako podstawowy składnik systemu grzewczego (ogrzewanie hal, magazynów), w chowie i w hodowli zwierząt, szczególnie w wychowie młodzieży (pisklęta drobiu, prosięta). Wykorzystywane są w saunach na podczerwień. W medycynie - duża dawka podczerwieni powoduje miejscowe przegrzanie skóry, co prowadzi do zwiększenia jej ukrwienia. W drukarkach laserowych technologia ta wykorzystywana jest do termicznego utrwalania toneru na wydruku.